# Blidari, Maramureș
Blidari (în maghiară Kőbánya) este o localitate componentă a municipiului Baia Mare din județul Maramureș, Transilvania, România.

## Istoric
În trecut a fost cătun al satului Firiza și apoi al orașului Baia Mare. 
Prima atestare documentară: 1909 (Blidar, Kőbanya). 

## Etimologie
Etimologia numelui localității: din apelativul blidar „adâncitură, depresiune” (< subst. blid „farfurie” + suf. -ar). 

## Demografie
La recensământul din 2011, populația era de 184 de locuitori.